# Стоктън (улица в Сан Франциско)
Вижте пояснителната страница за други значения на Стоктън.
Стоктън (на английски: Stockton Street) е централна улица в Сан Франциско със северо-южна ориентация. Започва при улица „Маркет“ на юг и преминава до източната част на Юниън Скуеър в същинския център на Сан Франциско. След това минава през тунел, през Китайският квартал и кв. „Норт Бийч“ и завършва при ул. „Бийч“ при кей 39 до Санфранциския залив. В районът при Юниън Скуеър на нея са разположени няколко големи магазина като тези на Мейсис Уест и Нийман Маркъс. Улица „Стоктън“ е главната улица на Китайския квартал в Сан Франциско.